# Gentiana scabra
Espèce
Classification phylogénétique
Gentiana scabra, la Gentiane japonaise, est une plante herbacée de la famille des Gentianaceae. C'est une plante vivace qui forme une touffe d'environ 20 à 40 cm de hauteur. Elle est originaire du Japon où elle se développe jusqu'à 1 700 m d'altitude.

## Distribution
Elle se retrouve au Japon, en Corée et dans l'est de la Sibérie.
Au Japon, elle est la fleur symbole des préfectures de Kumamoto et de Nagano.